# إدوارد د. هايدن
إدوارد د. هايدن (بالإنجليزية: Edward D. Hayden)‏ هو محامي وسياسي أمريكي، ولد في 27 ديسمبر 1833 في الولايات المتحدة، وتوفي في 15 نوفمبر 1908 في الولايات المتحدة. حزبياً، نشط في الحزب الجمهوري. وقد انتخب عضو مجلس نواب ماساتشوستس وانتخب عضو مجلس النواب الأمريكي.